# Lance de feu

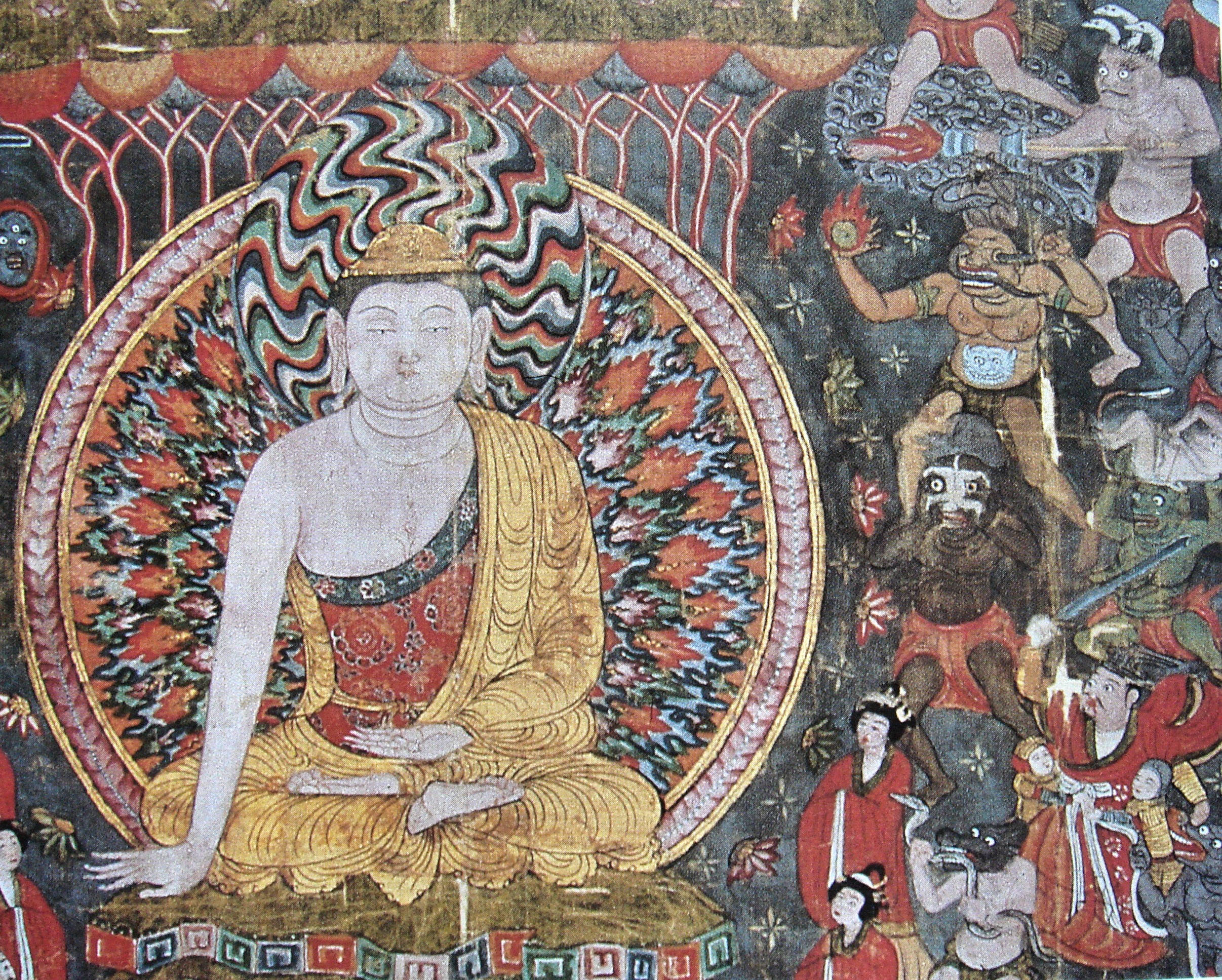
Représentation la plus ancienne connue d'une arme à feu (une lance de feu) et d'une grenade (en haut à droite), Dunhuang, Xe siècle.

La lance de feu chinoise (huǒ qiāng), inventée au Xe siècle, fut une des premières arme à feu.

## Description
Les premières lances de feu étaient des armes jetables, combinant une lance chinoise (Qiang) à un tube de bambou contenant la poudre à canon et le projectile. Lors du tir, la charge éjectait un petit projectile, la lance restant disponible pour le combat. Ces lances à feu avaient une portée de seulement quelques mètres. Combinés à une lance, ils furent d'abord utilisés comme une arme d'appoint, le tir donnant au porteur un avantage lors de l'engagement du combat rapproché avec la lance comme arme principale.
Mais les inventeurs chinois virent rapidement l’intérêt intrinsèque de l'arme, et des lances de feu autonomes apparurent alors, parfois montées en séries sur des fortifications, ou en métal pour être réutilisables.

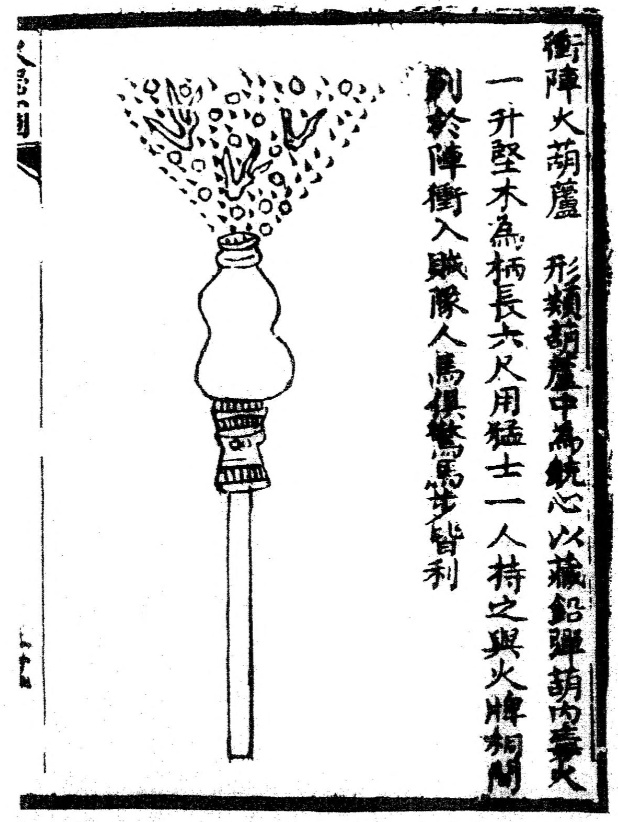
Un des nombreux types de lance de feu, ici tirant une décharge de grenaille de plomb. Illustration du livre Huolongjing, XIVe siècle.

Diagrammes, illustrations et livres du Xe siècle montrent déjà des lances de feu utilisées dans la bataille. Du fait de leur simplicité de conception et de leur faible coût, elles sont souvent associées avec les rebelles paysans, mais les troupes de la dynastie Song (qui commence en 960) les ont également largement utilisées. Leur usage se développe d'ailleurs vraiment pendant la première moitié du règne de la dynastie Song (fin du Xe et XIe siècles), pour résister à la pression de divers peuples du Nord qui empiètent alors sur le sol chinois. 

Montées en rangée sur les murs des villes à défendre, les lances de feu donnaient aux défenseurs chinois un avantage tactique et psychologique lors du tir en rafales. L'arme permettait de faire face aux ennemis essayant de gravir les murs de la ville, ou aidait à maintenir l'ennemi à distance en cas de brèche dans les défenses.
Vers 1260 (fin de la dynastie Song), elles avaient évolué vers différentes formes et utilisations. Leur utilisation par la cavalerie est même décrite au siège de Yangzhou en 1276.
Les lances de feu sont restées en usage jusqu'à la période Ming (XIVe siècle - XVIIe siècle), avant d'être remplacées par des armes de facture plus occidentales.
L'association de la poudre à canon, d'un tube (en bambou puis en métal) et d'un projectile est la première étape du développement des premières armes à feu. L'invention parvient dans le monde musulman et en Europe d'une manière mal connue, sans doute en suivant la route de la soie ou avec les invasions mongoles qui atteignent l'Europe centrale dans la première moitié du XIIIe siècle. Elle y donnera naissance aux armes à feu de la fin du Moyen Âge.